# 喀斯喀特 (科羅拉多州)
喀斯喀特（英語：Cascade）是位於美國科羅拉多州艾爾帕索縣的一個非建制地區。該地的面積和人口皆未知。

## 地理
喀斯喀特的座標為39°01′37″N 104°06′45″W / 39.02694°N 104.11250°W，而該地的平均海拔高度為2249米（即7379英尺）。